# Palatul Curții Europene a Drepturilor Omului
Palatul Curții Europene a Drepturilor Omului (în franceză Palais des droits de l'homme) este un palat situat în Cartierul European al orașului Strasburg, Republica Franceză. Găzduiește sediul Curții și se află în apropiere de sediul Consiliului Europei.